# 流線胖小子
諾曼·昆汀·庫克（英語：Norman Quentin Cook），本名昆汀·李奧·庫克（英語：Quentin Leo Cook，1963年7月31日—），以藝名流線胖小子（英語：Fatboy Slim）為大眾所熟知，是英國著名DJ、音樂家、多樂器演奏家、混音師及音樂製作人。作為一位獨立電子音樂製作人，他贏得了十座MTV音樂錄影帶大獎和兩座全英音樂獎。他的音樂作品在90年代極具人氣，普及了大節拍風格的流行。
1985年，庫克因為一次巧合成為獨立搖滾樂團馬丁之家的貝斯手，有著全英知名的熱門歌曲以及暢銷專輯。1988年樂團解散後，庫克先後參與了國際節拍、怪物電力等音樂團體，皆獲得不錯的成績。1996年，庫克以新藝名流線胖小子開始個人的音樂發展，發行首張專輯《Better Living Through Chemistry》獲得一致好評。後續作品如《You've Come a Long Way, Baby》、《Halfway Between the Gutter and the Stars》、《Palookaville》，以及相關單曲如〈The Rockafeller Skank〉、〈Praise You〉、〈Right Here, Right Now〉、〈Weapon of Choice〉和〈Wonderful Night〉都獲得相當好的評論和商業成功。
2008年，庫克成立了音樂項目流線胖小子之布萊頓港務局，並且也操刀製作過柯林頓樂團、野獸男孩、探索一族、古非阿曼達和野蠻小子的混音工程師。2010年，庫克與大衛·伯恩合作發行概念專輯《Here Lies Love》，並衍生成音樂劇，於2013年在外百老匯、2014年在英國皇家國家劇院演出。2017年，這齣劇獲得許多獎項。

## 獎項及提名
參見主條目：流線胖小子的獎項和提名名單

## 作品
參見主條目：流線胖小子的作品列表和諾曼·庫克的作品列表
錄音室專輯
- Better Living Through Chemistry（英语：Better Living Through Chemistry (album)）（1996年9月23日）
- You've Come a Long Way, Baby（英语：You've Come a Long Way, Baby）（1998年10月19日）
- Halfway Between the Gutter and the Stars（英语：Halfway Between the Gutter and the Stars）（2000年11月6日）
- Palookaville（英语：Palookaville (album)）（2004年10月4日）

## 外部連結
- 官方网站
- Fatboy Slim在Allmusic上的頁面
- Fatboy Slim的Discogs页面（英文）
- Fatboy Slim在互联网电影资料库（IMDb）上的資料（英文）